# Meyrieu-les-Étangs
Meyrieu-les-Étangs és un municipi francès situat al departament de la Isèra i a la regió d'Alvèrnia-Roine-Alps. L'any 2007 tenia 778 habitants.

## Demografia

### Població
El 2007 la població de fet de Meyrieu-les-Étangs era de 778 persones. Hi havia 298 famílies de les quals 53 eren unipersonals (29 homes vivint sols i 24 dones vivint soles), 90 parelles sense fills, 114 parelles amb fills i 41 famílies monoparentals amb fills.
La població ha evolucionat segons el següent gràfic:
Habitants censats

### Habitatges
El 2007 hi havia 342 habitatges, 304 eren l'habitatge principal de la família, 27 eren segones residències i 11 estaven desocupats. 323 eren cases i 17 eren apartaments. Dels 304 habitatges principals, 246 estaven ocupats pels seus propietaris, 48 estaven llogats i ocupats pels llogaters i 10 estaven cedits a títol gratuït; 9 tenien dues cambres, 46 en tenien tres, 90 en tenien quatre i 159 en tenien cinc o més. 261 habitatges disposaven pel capbaix d'una plaça de pàrquing. A 96 habitatges hi havia un automòbil i a 193 n'hi havia dos o més.

### Piràmide de població
La piràmide de població per edats i sexe el 2009 era:
| Homes | Edats   | Dones |
| ----- | ------- | ----- |
| 0     | 95 o +  | 0     |
| 0     | 90 a 94 | 0     |
| 4     | 85 a 89 | 0     |
| 8     | 80 a 84 | 8     |
| 8     | 75 a 79 | 20    |
| 12    | 70 a 74 | 12    |
| 8     | 65 a 69 | 12    |
| 12    | 60 a 64 | 8     |
| 8     | 55 a 59 | 12    |
| 20    | 50 a 54 | 16    |
| 48    | 45 a 49 | 20    |
| 36    | 40 a 44 | 60    |
| 32    | 35 a 39 | 4     |
| 24    | 30 a 34 | 40    |
| 12    | 25 a 29 | 12    |
| 33    | 20 a 24 | 24    |
| 28    | 15 a 19 | 56    |
| 8     | 10 a 14 | 48    |
| 32    | 5 a 9   | 12    |
| 8     | 0 a 4   | 20    |

## Economia
El 2007 la població en edat de treballar era de 544 persones, 423 eren actives i 121 eren inactives. De les 423 persones actives 394 estaven ocupades (219 homes i 175 dones) i 28 estaven aturades (11 homes i 17 dones). De les 121 persones inactives 42 estaven jubilades, 38 estaven estudiant i 41 estaven classificades com a «altres inactius».

### Ingressos
El 2009 a Meyrieu-les-Étangs hi havia 326 unitats fiscals que integraven 849,5 persones, la mediana anual d'ingressos fiscals per persona era de 20.513 €.

### Activitats econòmiques
Dels 22 establiments que hi havia el 2007, 1 era d'una empresa de fabricació d'altres productes industrials, 8 d'empreses de construcció, 5 d'empreses de comerç i reparació d'automòbils, 1 d'una empresa de transport, 1 d'una empresa d'hostatgeria i restauració, 1 d'una empresa de serveis i 5 d'empreses classificades com a «altres activitats de serveis».
Dels 10 establiments de servei als particulars que hi havia el 2009, 1 era una funerària, 2 paletes, 1 guixaire pintor, 3 lampisteries, 1 electricista, 1 restaurant i 1 saló de bellesa.
Dels 3 establiments comercials que hi havia el 2009, 1 era una botiga d'electrodomèstics, 1 una botiga de mobles i 1 una perfumeria.
L'any 2000 a Meyrieu-les-Étangs hi havia 19 explotacions agrícoles que ocupaven un total de 384 hectàrees.

## Equipaments sanitaris i escolars
El 2009 hi havia una escola elemental.

## Poblacions més properes
El següent diagrama mostra les poblacions més properes.